# クイズ80
『クイズ80』（クイズエイティ）は、日本テレビで2012年10月9日から12月11日まで火曜日24:59 - 25:29に放送されたクイズ番組。

## 概要
OPナレーション「性別・年齢・職業によって、人の常識はマチマチ、そんなあらゆるジャンルの正解率80％以上の問題だけを出題。一見簡単だけど解けない。」
正式な番組タイトルは『有吉＆ベッキーのクイズ80〜全問正解率80％以上〜』。テレビ欄には「クイズ80」と表記。毒舌有吉弘行と好感度タレントベッキーが男女に分かれてクイズ対決するバラエティ番組。

番組の流れは、OP（有吉・ベッキーが舞台袖のモニターで両チームの回答者を確認、罰ゲームを決める）→本戦→罰ゲーム（負けたチームの1人をくじ引きで決定）→ED。対戦は各リーダーを含めた4対4もしくは5対5で行われる。回答者の人数に男女差がある場合、リーダーが回答者を選択する。主に男性チームのお笑いコンビ・トリオがこれにあたり、有吉はあえて特定の人物を終始参加させない傾向にある。クイズは複数のステージに分かれており、全ステージ終了時点で獲得メダルの枚数が多かったチームの勝利となり、獲得枚数×1000円の賞金を獲得する。前期は2話完結の形式だったが、後期は1話完結でクイズの対決テーマも設けられるようになった。全編を通じて2本撮りで制作されていた。

2012年4月14日13:30 - 14:30には『サタデーバリューフィーバー』でパイロット版が放送された。レギュラー放送開始前の2012年10月2日22:00 - 23:24には特別番組が放送された。

## 出演者
MC
- 有吉弘行 - 男性チームリーダー
- ベッキー - 女性チームリーダー[1]

レギュラー
- KAT-TUN - メンバーの田口淳之介・上田竜也・田中聖が週替わりで男性チームの一員として出演。

進行
- 藤井貴彦（日本テレビアナウンサー）

## 放送リスト
| 2012年 有吉＆ベッキーのクイズ80〜全問正解率80％以上〜 | 2012年 有吉＆ベッキーのクイズ80〜全問正解率80％以上〜 | 2012年 有吉＆ベッキーのクイズ80〜全問正解率80％以上〜                                                                           | 2012年 有吉＆ベッキーのクイズ80〜全問正解率80％以上〜                         | 2012年 有吉＆ベッキーのクイズ80〜全問正解率80％以上〜                |
| 回数                                                  | 放送日                                                | 男性チーム（有吉チーム） | 女性チーム（ベッキーチーム）                                                  | 備考（※罰ゲーム）                                                    |
| ----------------------------------------------------- | ----------------------------------------------------- | --- | ----------------------------------------------------------------------------- | -------------------------------------------------------------------- |
| SP                                                    | 10月2日                                               | 武蔵、本村健太郎、山崎樹範、村上健志（フルーツポンチ）､児嶋一哉（アンジャッシュ）、ラサール石井、つるの剛士、小山慶一郎（news） | 矢口真里、はるな愛、井森美幸、草野満代、平愛梨､鈴木奈々、柳原可奈子、小島慶子 | 90分SP ※「ベッキーだよ」を全力で10回＝ベッキー                       |
| 第1回                                                 | 10月9日                                               | 田口淳之介（KAT-TUN）、森永卓郎、はんにゃ                                                                                       | 磯山さやか、麻木久仁子、福田彩乃                                              | レギュラー放送1回目                                                  |
| 第2回                                                 | 10月16日                                              | 田口淳之介（KAT-TUN）、森永卓郎、はんにゃ                                                                                       | 磯山さやか、麻木久仁子、福田彩乃                                              | 第1回目の後編 ※エド・はるみのモノマネ＝磯山さやか                    |
| 第3回                                                 | 10月23日                                              | 上田竜也（KAT-TUN）、高橋ジョージ、アンガールズ                                                                                 | 優木まおみ(代理リーダー)、吉木りさ、千秋、村上知子（森三中）                  | ベッキー休みの為、代理リーダー                                       |
| 第4回                                                 | 10月30日                                              | 上田竜也（KAT-TUN）、高橋ジョージ、アンガールズ                                                                                 | 優木まおみ(代理リーダー)、吉木りさ、千秋、村上知子（森三中）                  | 第3回目の後編 ※コウメ太夫のモノマネ＝優木まおみ                      |
| 第5回                                                 | 11月6日                                               | 田中聖（KAT-TUN）、川合俊一、我が家                                                                                             | 眞鍋かをり、はるな愛、いとうあさこ                                            | ※思い出のキスを告白＝杉山裕之（我が家）                              |
| 第6回                                                 | 11月13日                                              | 田口淳之介（KAT-TUN）、川合俊一、我が家                                                                                         | 眞鍋かをり、はるな愛、いとうあさこ                                            | ※レスリング姿に着替えて、そのまま帰宅＝杉山裕之（我が家）            |
| 第7回                                                 | 11月20日                                              | 田中聖（KAT-TUN）、酒井敏也、スギちゃん                                                                                         | デヴィ夫人、多岐川華子、梅宮アンナ                                            | セレブvsノンセルブ対決 ※エア・ギターを披露＝デヴィ夫人               |
| 第8回                                                 | 11月27日                                              | 田口淳之介（KAT-TUN）、ラサール石井、オリエンタルラジオ                                                                         | 舟山久美子、佐藤かよ、樋浦舞花、樋浦結花                                      | インテリ男子vsオシャレ女子 ※気になっている男性芸能人を発表＝佐藤かよ |
| 第9回                                                 | 12月4日                                               | 上田竜也（KAT-TUN）、高橋ジョージ、IZAM、まこと                                                                                 | 千秋、吉岡美穂､富永美樹、三船美佳                                             | おしどり夫婦対決 ※夫婦の隠し事を告白＝三船美佳                       |
| 第10回 （最終回）                                     | 12月11日                                              | 田中聖（KAT-TUN）、石塚英彦、塚地武雅（ドランクドラゴン）                                                                       | 柳原可奈子、黒沢かずこ(森三中)、馬場園梓（アジアン）                          | 食いしん坊大集合SP ※小顔になるマッサージ＝塚地武雅                   |

| 2012年 クイズ80（サタデーバリューフィーバー） | 2012年 クイズ80（サタデーバリューフィーバー） | 2012年 クイズ80（サタデーバリューフィーバー）                         | 2012年 クイズ80（サタデーバリューフィーバー）                  | 2012年 クイズ80（サタデーバリューフィーバー） |
| 回数                                          | 放送日                                        | 男性チーム                                                            | 女性チーム                                                     | 備考                                          |
| --------------------------------------------- | --------------------------------------------- | --------------------------------------------------------------------- | -------------------------------------------------------------- | --------------------------------------------- |
| 00                                            | 4月14日                                       | 有吉弘行（男性リーダー）、大野拓朗、クリス松村、武田修宏､ラサール石井 | SHELLY（女性リーダー）、佐藤かよ、草野満代、鈴木奈々、矢口真里 | パイロット版                                  |

## 主なステージ

### 男と女の80
男性チームには女性の正解率80%以上の問題を、女性チームには男性の正解率80%以上の問題を、交互に1問ずつ出題。
各リーダーを含めた4人全員が一斉に口頭で答え、1人正解につき10枚獲得。全員正解の場合は、ボーナス込みで100枚獲得。

### 世代別80
1チームずつ交互に挑戦。
1つのテーマに沿って、10代 - 50代各世代の正解率80%以上の問題を5問出題。
ランダムに指名された人は、7秒以内にリーダーが指定した問題に答える。正解・不正解に関わらず、一度選ばれた解答者や問題は、再び指定されない。
1問正解につき10枚獲得。全員正解の場合は、ボーナス込みで100枚獲得。

### もしもの80
普段触れることのない事柄や状況をシミュレーションしたVTRを見ながら、途中で出題される、80%以上の人が正解すると思われる2択問題に、両チームが解答する。
1人正解につきメダル10枚獲得。

### 年代別イントロ80
各年代の正解率が80%以上のミリオンヒット曲・有名曲のイントロを演奏。その曲名を当てる。
出題前にまず、直前の問題で正解したチームが1983年～2012年の中から選択。選んだ年にリリースされた曲が流れるので、セット中央の早押しボタンを押して答える。
正解した人はメダル20枚を獲得して、クイズから抜ける。お手つき誤答は10枚マイナス。
先に4人抜けたチームの勝利、相手チームの残り人数×20枚のボーナスメダルを獲得。

### カラオケ虫食い80
1チームずつ交互に挑戦。
一般人の正解率が80%以上と思われるヒット曲のサビ部分を、虫食いになっている部分に正しい歌詞を補いながら1人1フレーズ、計4フレーズ唄う。
まず10秒以内に唄う順番をチーム内で決めてから、1人ずつ唄う。1人（1フレーズ）正解につき、メダル10枚獲得。

### ポーズ80
1チームずつ交互に挑戦。
一般人の正解率が80%以上と思われる、有名なギャグや曲の振り付けからポーズを出題。5秒間のカウントの後、出題されたポーズを4人一斉に行う。
正確なポーズができた人1人につきメダル10枚獲得。全員正解の場合は、ボーナス込みで100枚獲得。

### ボーナスチャンス!イメージ80
今回の出演者に関するイメージ調査を実施。質問6問の中に2問含まれている、「YES」と答えた割合が80%以上の質問を当てる。
このクイズは、参加するか否かを予めキャプテンが決める。参加を選んだチームは、質問の中から1問を選択。正解なら今までのメダル枚数が2倍に増えるが、不正解ならメダルが半分に減る。

### ボーナスチャンス!合わせて80
両チーム交互に、今回観覧している女性客に対して質問を投げかけ、その質問に対して「YES」と答えた客の割合を、3問合わせて80%に近づける。
相手チームより3問の「YES」の合計が80%に近かったチームの勝利、今までのメダル枚数が2倍に増える。ただし80%を超えてしまった場合は「ドボン」、自動的に負けとなる。

### 一発逆転チャンス!業界別80
職業などの業界名が書かれた3×3の9枚のパネルから1枚を指定。選んだ職業の正解率80%以上の雑学問題が出題され、両チーム早押しで答える。正解なら10枚獲得、更にそのパネルが開く。
パネルの奥にはある有名人がとある場所で何か行動をしている写真が隠されており、早押しクイズに正解したチームはそれに答える権利を得られる（答えなくても可）。パネル問題正解でボーナスメダルを獲得（100枚または150枚）、クイズ終了となる。パネル問題不正解は、30枚マイナス。
サタデーバリューフィーバー版では「一発逆転!パネルチョイス80」というタイトルで行われており、パネル問題正解でボーナス200点獲得、パネル問題不正解は30点マイナスであった。

### 陣取り都道府県80
その都道府県に住む人物の正解率80%以上の雑学問題を出題。両チーム代表者による1対1の早押しで答える。
正解なら、問題の題材となった都道府県の面積100平方キロメートルにつき1点獲得。

## ネット局
- 長崎国際テレビ（NIB）：2013年5月28日 - 7月23日、火曜日 24:58 - 25:28

## スタッフ
2012年12月11日現在
- ナレーション：佐藤良子（日本テレビアナウンサー）、真地勇志
- 企画・演出：江成真二
- 構成：石原健次、樅野太紀、戸田倫彰/藤本裕、山田雄也
- TM：古川誠一
- SW：蔦佳樹
- CAM：東武志
- MIX：小境健太郎、原秀彰
- VE：茅野温子、山口考志
- 照明：井口弘一郎
- 美術プロデューサー：林健一
- デザイン：平岡真穂、栗原純二
- 技術協力：NiTRO
- 美術協力：日テレアート
- モニター：ジャパンテレビ
- 編集：荻原邦晃
- MA：安河内隆文
- 音効：吉田比呂樹
- 編成：渡瀬慶吾
- 営業：中山大輔
- 広報：永井晶子
- TK：桜井えみこ
- デスク：渡辺絵美
- AP：両口奈穂
- リサーチ：CAMEYO
- AD：関友香理、小　浩志、　部竜太、土屋有毅
- ディレクター：平野彰子/滝田朋之、井上伸正、冨永祐一、塩入修、冨田大介/井上尚也、藤野はるか
- プロデューサー：高谷和男、伊東修/小島俊一、岡里有佑子、野田義人、菅沼明子
- チーフプロデューサー：藤井淳
- 制作協力：創輝、SION
- 製作著作：日本テレビ

### 過去のスタッフ
- 編集：藤野誠一
- MA：松丸祐香
- 編成：吉無田剛
- デスク：岡田真美
- プロデューサー：前田直敬/和田隆

## エンディングテーマ
| 曲名           | 歌手       | 使用期間                 |
| -------------- | ---------- | ------------------------ |
| 難攻不落ガール | 空想委員会 | 2012年10月9日 - 10月30日 |
| UNDER THE SUN  | 清春       | 2012年11月6日 - 12月11日 |